# Athletic Club José Pardo
El Athletic Club José Pardo es un club de fútbol peruano con sede en la ciudad de Iquitos. Fue fundado en 1906 y juega en la Copa Perú. 
Tiene como clásico rival al Sport Loreto, con quien disputa el Clásico Iquiteño.

## Historia

### Fundación
El club fue fundado en 1906 en Iquitos por un grupo de muchachos cuyas edades fluctuaban entre los 12 y 19 años. La mayoría de ellos ya practicaba algún deporte en el Sport Club (fundado en 1904) pero decidieron formar su propio club. En una reunión del 1 de septiembre de ese año en la casa de Meneleo Meza López, ubicada en la calle Itaya (hoy Ricardo Palma), se realizó la sesión de fundación. El mismo Meneleo Meza fue elegido como primer presidente del club.

### Copa Perú
En 1995 fue campeón distrital, provincial y departamental hasta que en la Etapa Regional fue eliminado por La Loretana. En la Copa Perú 1999 donde llegó nuevamente hasta la Regional. En esta fase fue eliminado tras finalizar en segundo lugar del grupo 3 detrás de Deportivo El Tumi de Tarapoto.
En 2022 terminó penúltimo en la liguilla de descenso del torneo de la Liga de Iquitos y bajó a Segunda distrital.

## Uniforme
- Uniforme titular: Camiseta celeste, pantalón negro, medias celeste.
- Uniforme alternativo: Camiseta blanca, pantalón blanco, medias blancas.

## Rivalidades
El club mantiene una rivalidad con los clubes CNI de Iquitos y Sport Loreto, este último equipo con quien disputa el Clásico Iquiteño.

## Sede
José Pardo cuenta con su sede administrativa propia, y un complejo deportivo y social propio (con centro de convenciones, y campo de fútbol), ambas son céntricas instalaciones ubicadas en la ciudad de Iquitos (calle San Martín N° 357 y avenida Mariscal Cáceres esquina con la calle Alzamora, respectivamente).

## Palmarés

### Torneos regionales
| Competición regional               | Títulos                                         | Subcampeonatos |
| ---------------------------------- | ----------------------------------------------- | -------------- |
| Etapa Regional - Región III (0/1)  |                                                 | 1999.          |
| Liga Departamental de Loreto (2/0) | 1995, 1999.                                     |                |
| Liga Provincial de Maynas (2/1)    | 1995, 1999.                                     | 2015.          |
| Liga Distrital de Iquitos (8/1)    | 1959, 1960, 1961, 1964, 1991, 1995, 1999, 2015. | 2016.          |